# Aleksandr Skrjabin

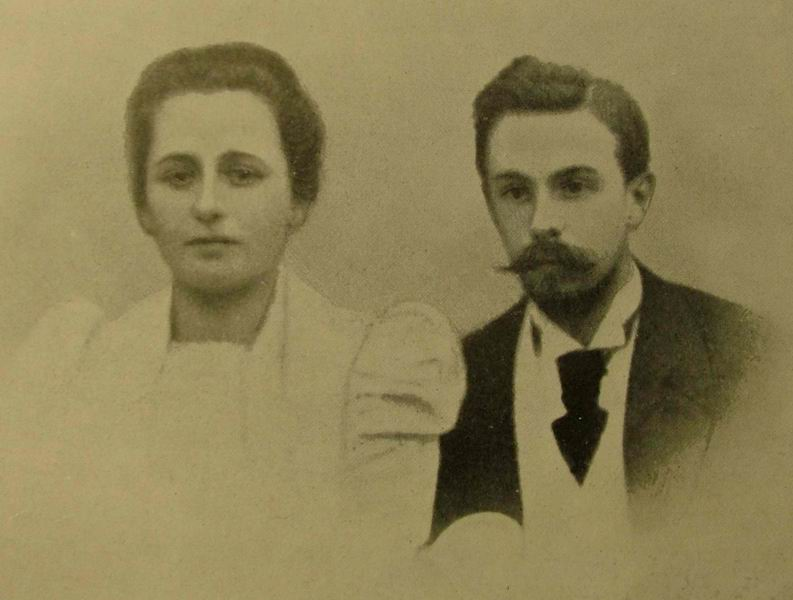
Aleksandr Skrjabin en Vera Ivanovna Issakovitsj (1898)

Aleksandr Nikolajevitsj Skrjabin (Russisch: Алекса́ндр Никола́евич Скря́бин) (Moskou, 6 januari 1872 - aldaar, 27 april 1915) was een Russische componist en pianist. Volgens de destijds geldende Russische tijdrekening werd hij geboren op eerste kerstdag van het jaar 1871 en stierf hij met Pasen op 14 april 1915.

## Levensloop
Aleksandr Skrjabin werd geboren in een oorspronkelijk aristocratisch en later militair geslacht. Zijn moeder stierf een jaar na zijn geboorte en zijn vader was als diplomaat buiten Rusland gestationeerd; Skrjabin werd opgevoed door zijn tante Ljoebov en zijn twee grootmoeders.
Skrjabin speelde vanaf zijn vijfde jaar piano, maar kreeg zijn eerste lessen pas op zijn elfde, van George Konjoes. Ter voorbereiding op zijn conservatoriumstudie nam hij lessen bij Sergej Tanejev (compositie) en Nikolaj Zverev (piano). Hoewel ook Sergej Rachmaninov in Zverevs klas zat, werd Skrjabin unaniem erkend als de beste leerling. Hij kon niet goed van het blad spelen, maar bestudeerde de bladmuziek en speelde daarna de composities uit het hoofd. Ook was hij een begenadigd improvisator. Op het conservatorium van Moskou studeerde hij piano bij Vasili Safonov en compositie bij Anton Arenski; hij studeerde in 1892 af en kreeg de Kleine Gouden Medaille voor piano (wegens een conflict werd hij niet toegelaten tot het compositie-examen), waarna Skrjabin zonder compositiediploma het conservatorium verliet.
De rest van zijn leven heeft Skrjabin als componist en concertpianist rond kunnen komen. Hij had vaste contracten met uitgevers (aanvankelijk M.P. Beljajev, later de Russische Muziek Uitgeverij van Serge Koussevitzky, en ten slotte Jurgenson) en had ook enige tijd een maecenas in zijn oud-leerling Margarita Morozova. Daarnaast won Skrjabin jaarlijks een geldbedrag in het kader van de door Beljajev ingestelde Glinka-prijs voor nieuwe composities.
In 1897 trouwde Skrjabin met de pianiste Vera Ivanovna Issakovitsj, met wie hij vier kinderen kreeg. Hij verliet haar in 1904 en woonde sindsdien ongehuwd samen met de half-Belgische Tatjana Schloezer, met wie hij ook drie kinderen kreeg. Na de breuk met Vera kende Skrjabin enige tijd financiële problemen, maar zijn composities en concerten brachten hem op het eind van zijn leven grote roem en de nodige welstand.
Van 1898 tot 1902 was Skrjabin pianodocent aan het Moskouse conservatorium. Het lesgeven zat zijn componeren echter in de weg, en hij heeft na 1902 nooit meer een betrekking gehad.
Van 1904 tot 1910 woonde Skrjabin in West-Europa, voornamelijk in Zwitserland, maar ook in Noord-Italië, Parijs en Brussel.
Na zijn terugkeer in Rusland bevond Skrjabin zich in het middelpunt van een kring van bewonderaars die zich aangetrokken voelden tot zijn verheven en mystieke gedachtegoed. De laatste jaren van zijn leven werkte Skrjabin aan een grote manifestatie, een Gesamtkunstwerk, het Mysterium, waarin alle kunsten en alle mensen verenigd zouden worden. Van dit beoogde kunstwerk zijn alleen grote hoeveelheden tekst overgeleverd en fragmenten van de muziek van een voorspel (L'action préalable).
Skrjabin stierf in Moskou onverwacht aan een bloedvergiftiging ten gevolge van een pukkel op zijn bovenlip. Hij werd onder grote belangstelling begraven en zijn werkkamer werd ingericht als Skrjabin-museum.

### Skrjabin in de Lage Landen

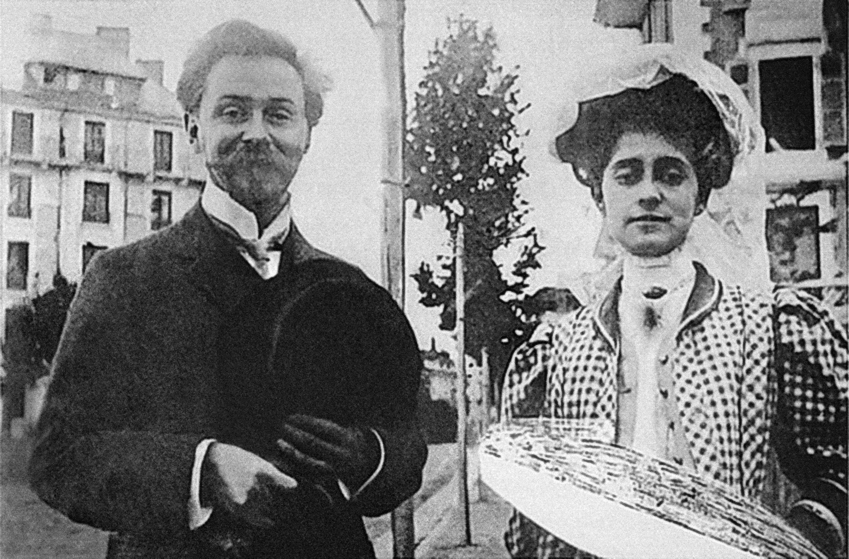
Aleksandr Skrjabin en Tatjana Schloezer (1909)

Skrjabin maakte een eerste reis naar West-Europa in de zomer van 1895, waarbij hij Luik en Brussel aandeed. In 1896 maakte hij een tweede reis, o.a. naar Amsterdam en Den Haag; in beide plaatsen gaf hij ook concerten. In Amsterdam componeerde hij de prelude in D op. 11 no. 5. In de herfst van 1906 logeerden Skrjabin en Tatjana Schloezer enige
tijd in Amsterdam (Van Breestraat 145) bij familie van Tatjana; in november van dat jaar gaf Skrjabin twee recitals in Brussel. Op 1 december vertrok Skrjabin met de Holland-Amerika Lijn op de Ryndam vanuit Rotterdam naar New York voor een concerttour. In het najaar van 1908 vestigden Skrjabin en Tatjana zich in Brussel (Hervormingsstraat 45); Skrjabin sloot er vriendschap met Jean Delville, F.A. Gevaert en Emile Sigogne (de laatste maakte Skrjabin lid van de Belgische tak van de Theosofische Sociëteit). Skrjabin schreef er zijn Prometheus. Ze keerden in januari 1910 vanuit Brussel naar Rusland terug. Op 26, 27 en 28 oktober 1912 gaf Skrjabin drie concerten in Den Haag en Amsterdam met het Concertgebouworkest onder leiding van Willem Mengelberg; op het programma stonden het pianoconcert en Prometheus.

## Filosofische achtergronden
Skrjabin had een grote belangstelling voor filosofie, maar was in dat opzicht een autodidact. Hij werd in zijn denken sterk beïnvloed door Nietzsche en Vladimir Solovjov. Hij was in wezen een romantisch idealist, die in de veronderstelling verkeerde dat de werkelijkheid het product was van zijn eigen creatieve geest. Hem kwam dus een centrale positie in het universum toe, die hem er toe bracht zich als een soort god of verlosser te zien. Zijn muziek had tot doel de mensheid te verheffen en verbeeldt vaak een soort strijd, een streven naar het hogere. Skrjabins denken vertoont een zekere verwantschap met de theosofie, maar is onafhankelijk daarvan ontstaan en ontwikkeld. Muziekhistorici zien in de inhoud van Skrjabins filosofie geen verklaring voor de kwaliteit van zijn muziek.

## Plaats in de muziekgeschiedenis
Als pianocomponist werd Skrjabin sterk beïnvloed door Frédéric Chopin, maar voor het overige zijn er weinig directe invloeden aanwijsbaar. Ondanks deze beïnvloeding schreef hij maar weinig nocturnes. Skrjabin had weinig waardering voor grote romantische voorgangers als Beethoven, Wagner en Tsjaikovski. Skrjabin vormde een overgangsfiguur tussen de laat-romantiek en de moderne tijd. Vanaf 1903 heeft zijn werk een sterk avantgardistisch karakter dat door tijdgenoten niet altijd gewaardeerd werd. Directe nawerking van Skrjabin is moeilijk aanwijsbaar, al is zijn status in Rusland altijd bijzonder voornaam gebleven. Zijn waardering in het westen is in de loop van de jaren gestegen dankzij de grote Russische pianisten Vladimir Horowitz, Svjatoslav Richter en Vladimir Asjkenazi.

## Muziek van Skrjabin
Skrjabin wordt gerekend tot de grote vernieuwers van de klassieke muziek van de twintigste eeuw, met name op het gebied van de harmonie. Hij wordt wel gerekend tot de stroming van het Russisch symbolisme.

### Karakter
Het werk van Skrjabin wordt gekenmerkt door een gelukkige combinatie van strenge compositiestructuur en lyrische bevlogenheid. De aandacht voor structuur vinden we terug in het vasthouden aan de sonatevorm en in het veelvuldige gebruik van contrapunt en polyfonie. De uitwerking van het thematisch materiaal is zeer zorgvuldig, waarbij niet de melodie, maar een melodisch of harmonisch motief de basis vormt. Het lyrische karakter komt tot uiting in de dramatiek die zelfs in de kleinste stukjes te herkennen is. Concreet wordt de lyriek nagestreefd door harmonische vernieuwing tot aan de grenzen van de tonaliteit, door complexe ritmes en maatsoorten, en door een veelvuldig gebruik van tempowisselingen en rubato. In de pianostukken is de linkerhand zeer actief en lijkt de rechterhand vaak een begeleidende rol in het bovenregister te spelen, wat soms een parelend effect geeft.
Skrjabins vernieuwende stijl moet zeker in verband gebracht worden met zijn streven via de muziek spelers en luisteraars tot extase te brengen. Het doel was een muzikaal equivalent te creëren van alle mogelijke fysieke sensaties (licht, kleur, temperatuur, beweging, geur, tast, seksueel genot).
Skrjabin associeerde toon sterk met kleur: in de 5e symfonie, "Prometheus", wordt aan het orkest een kleurenklavier toegevoegd, dat, verbonden met een lichtinstallatie, tijdens de uitvoering de zaal in verschillende kleuren licht moet doen baden.
Skrjabins gehele oeuvre is opmerkelijk origineel en vertoont geen spoor van banaliteit. Zijn muziek heeft over het algemeen een optimistisch, stralend karakter, al zijn sombere momenten ook vertegenwoordigd.

### Harmonie

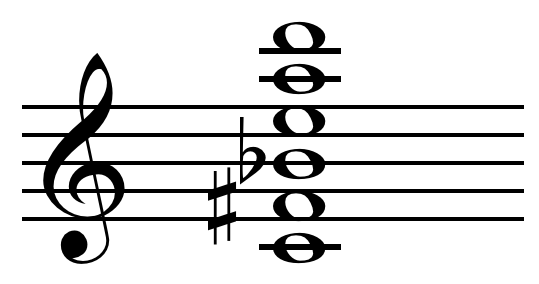
Mystiek akkoord.

De late Skrjabin hanteerde een compositieprincipe volgens welk harmonie niet gedefinieerd is in termen van de positie van de tonen binnen de diatonische toonladder (met zijn grondtoon, dominant, subdominant, etc.), maar in termen van de positie van de tonen binnen een bepaald akkoord. Het bekendste voorbeeld daarvan is het zogenaamde mystiek akkoord, dat bestaat uit een grondtoon plus een selectie van de boventonen die met die grondtoon meeklinken, en wel de oneven boventonen (met uitzondering van de 3e). Bij grondtoon C zijn dat E (5) - Bes (7) - D (9) - Fis (11) - A (13). In het mystiek akkoord zijn de intervallen telkens kwarten, zodat het akkoord vanaf de grondtoon als volgt opgebouwd is: C - Fis - Bes - E - A - D.

## Composities

### Werken voor orkest
- 1889 Fantasie in a-klein, voor piano en orkest
- 1892 Rondo, voor orkest (fragment)
- 1892 Suite, voor strijkorkest (fragment)
- 1896 Concert in Fis-groot, voor piano en orkest, op. 20
- 1897 Symfonisch Allegro in d-klein, in 1949 voltooid door A. Gauk
- 1898 Rêverie, preludium voor orkest, op.24
- 1899 Andante, voor strijkorkest (niet gepubliceerd)
- 1899-1900 Symfonie Nr. 1 in E-groot, voor gemengd koor en orkest, op.26
- 1901 Symfonie Nr. 2 in c-klein, op.29
- 1902-1904 Symfonie Nr. 3 "Le divin poème", op. 43
  1. Luttes
  2. Voluptés
  3. Jeu Divin
- 1903 Deux poèmes, op. 32 - georkestreerd door D. Rogal-Levitsky
- 1905-1908 Symfonie Nr. 4 "Le poème de l'extase", op. 54
- 1908-1910 Prometheus - symfonie Nr. 5 "Le poème du feu", op. 60
- 1915 Voorbereidende handeling tot het mysterie. "Mysterie-Symfonie", voltooid door Alexander Nemtin en de Franse componist en musicoloog Manfred Kelkel.[2]

### Werken voor harmonieorkest
- Etude Russe

### Werken voor piano
- 1883 Canon in d-klein
- 1884 Nocturne in As-groot
- 1885 Wals in f-klein, op. 1
- 1886 Fantasie-Sonate
- 1886 Wals in gis-klein
- 1886 Wals in Des-groot
- 1887 Variaties over een thema van Mademoiselle Egorowa
- 1887-1889 Sonate in Es-groot, voltooid door E.Bekman-Stscherbina of L.Sabanejew
- 1887-1889 Drie stukken, op. 2
- 1888-1896 Vierentwintig preludes, op. 11
- 1889 Feuillet d'album in As-groot
- 1889 Tien mazurka's, op. 3
- 1889 Mazurka in F-groot
- 1889 Mazurka in b-klein
- 1892 Allegro appassionato, op. 4 - naar het 1e deel uit de Sonate in Es-groot
- 1890 Twee Nocturnes, op. 5
- 1892 Sonate Nr.1 in f-klein op. 6
- 1892 Twee impromptus à la mazur, op. 7
- 1892 Vijfstemmige fuga in e-klein
- 1892-1897 Sonate Nr. 2 ("Sonate fantasie") in gis-klein, op. 19

- 1894 Twaalf Etudes, op. 8
- 1894 Twee stukken (voor de linkerhand), op. 9
- 1894 Twee impromptus, op. 10
- 1894-1896 Vijf preludes, op. 16
- 1895 Twee impromptus, op. 12
- 1895 Zes preludes, op. 13
- 1895 Twee impromptus, op. 14
- 1895-1896 Vijf preludes, op. 15
- 1895-1896 Zeven preludes, op. 17
- 1896 Allegro de concert, op. 18
- 1897 Polonaise, op. 21
- 1897 Vier Präludien op. 22
- 1897 Sonate Nr.3 in fis-klein, op. 23
- 1899 Negen mazurka's, op. 25
- 1900 Twee preludes, op. 27
- 1900 Fantasie in b-klein, op. 28
- 1903 Sonate Nr. 4 in Fis-groot, op. 30
- 1903 Vier preludes, op. 31
- 1903 Twee poèmes, op. 32
- 1903 Vier preludes, op. 33
- 1903 Poème tragique, op. 34
- 1903 Drei preludes, op. 35
- 1903 Poème satanique, op. 36
- 1903 Vier preludes, op. 37
- 1903 Wals in As-groot op. 38
- 1903 Vier preludes, op. 39
- 1903 Twee mazurka's, op. 40
- 1903 Poème, op. 41
- 1903 Acht Etudes, op. 42

- 1904 Drie stukken, op. 45
  1. Feuillet d'album
  2. Poème fantasque
  3. Prélude
- 1905 Twee poèmes, op. 44
- 1905 Scherzo, op. 46
- 1905 Quasi-wals in F-groot, op. 47
- 1905 Vier preludes, op. 48
- 1905 Drie stukken, op. 49
  1. Etude
  2. Prélude
  3. Rêverie
- 1905 Feuille d'album in Fis-groot
- 1906 Vier stukken, op. 51
  1. Fragilité
  2. Prélude
  3. Poème, Poème ailé
  4. Danse languide
- 1906 Drie stukken, op. 52
  1. Poème
  2. Enigme
  3. Poème languide
- 1907 Sonate Nr. 5 in Fis-groot, op. 53
- 1907 Vier stukken, op. 56
  1. Prélude
  2. Ironies
  3. Nuances
  4. Etude
- 1907 Twee stukken, op. 57
  1. Désir
  2. Caresse dansée
- 1910 Feullet d'album op. 58
- 1910 Twee stukken, op. 59
  1. Poème
  2. Prélude
- 1911 Poème-Nocturne, op. 61
- 1911-1912 Sonate Nr. 6, op. 62
- 1911 Twee poèmes, op. 63
  1. Masque
  2. Etrangeté
- 1911 Sonate Nr. 7 "Witte mis", op. 64
- 1912 Drie Etudes, op. 65
- 1912-1913 Sonate Nr. 8, op. 66
- 1912-1913 Twee preludes, op. 67
- 1912-1913 Sonate Nr. 9 "Zwarte mis", op. 68
- 1913 Twee poèmes, op. 69
- 1912-1913 Sonate Nr. 10, op. 70
- 1914 Twee poèmes, op.71
- 1914 Vers la flamme, op. 72
- 1914 Twee dansen, op. 73
  1. Guirlandes
  2. Flammes sombres
- 1914 Vijf preludes, op. 74

#### Werken voor 2 piano's
- 1889 Fantasie in a-klein